# شكل دقيق
حساب التفاضل والتكامل هو مستقل عن الإحداثيات. توفر الأشكال التفاضلية منهجًا موحدًا لتعريف التكاملات على المنحنيات والأسطح والأحجام والمشعبات ذات الأبعاد الأعلى. الفكرة الحديثة من الأشكال التفاضلية كانت رائدة من قبل إيلي كارتان. لديها العديد من التطبيقات ، وخاصة في الهندسة والطوبولوجيا والفيزياء.
على سبيل المثال ، يمثل التعبير f (x) dx من حساب التفاضل والتكامل المتغير واحد مثالاً على شكل 1 ، ويمكن دمجه خلال فاصل زمني [a ، b] في مجال f:
{\ displaystyle \ int _ {a} ^ {b} f (x) \، dx} \ int _ {a} ^ {b} f (x) \، dx
وبالمثل ، فإن التعبير f (x، y، z) dx ∧ dy + g (x، y، z) dx ∧ dz + h (x، y، z) dy ∧ dz عبارة عن نموذج 2 يحتوي على تكامل سطحي فوق سطح موجه S:
وبالمثل ، تمثل صيغة f 3-d (x، y، z) dx dy ∧ dz عنصرًا حجمًا يمكن دمجه على مساحة من الفضاء. بشكل عام ، فإن k-form هو كائن يمكن دمجه على مجموعات k-dimensional ، وهو متجانس بدرجة k في الفروق الإحداثية.
يتم تنظيم الجبر من الأشكال التفاضلية بطريقة تعكس بشكل طبيعي اتجاه مجال التكامل. هناك عملية د على أشكال مختلفة تعرف بالمشتق الخارجي الذي ، عند التصرف على شكل k ، ينتج a (k + 1) -form. هذه العملية تمدد التباين في الوظيفة ، وترتبط ارتباطًا مباشرًا بالاختلاف وحافة حقل المتجه بطريقة تجعل النظرية الأساسية لحساب التفاضل والتكامل ، ونظرية التباعد ، ونظرية جرين ، ونظرية ستوكس الخاصة بهما النتيجة العامة ، والمعروفة في هذا السياق أيضا باسم نظرية ستوكس المعممة. بطريقة أعمق ، ترتبط هذه النظرية بطبقة مجال التكامل ببنية الأشكال التفاضلية نفسها ؛ يُعرف الارتباط الدقيق باسم نظرية دي رهام.
الإطار العام لدراسة الأشكال التفاضلية هو على مشعب مختلف. الأشكال التفاضلية 1 هي بطبيعة الحال مزدوجة لحقول المتجهات على مشعب ، ويتم توسيع الاقتران بين حقول المتجهات ونماذج إلى أشكال تفاضلية عشوائية من قبل المنتج الداخلي.
يتم الحفاظ على الجبر من الأشكال التفاضلية جنبا إلى جنب مع مشتق الخارجي المحدد عليها من قبل الانسحاب تحت وظائف سلسة بين اثنين من المشعبات. تسمح هذه الميزة بنقل معلومات ثابتة هندسية من مسافة إلى أخرى عبر الانسحاب ، شريطة أن يتم التعبير عن المعلومات من حيث الأشكال التفاضلية. وكمثال على ذلك ، يصبح تغيير صيغة المتغيرات للتكامل بيانًا بسيطًا يتم الاحتفاظ

## التاريخ
الأشكال التفاضلية هي جزء من مجال الهندسة التفاضلية ، وتتأثر بالجبر الخطي. على الرغم من أن فكرة الفارق قديمة إلى حد كبير ، فإن المحاولة الأولية لمؤسسة جبرية من الأشكال التفاضلية تُنسب عادة إلى إيلي كارتان بالإشارة إلى ورقة 1899 الخاصة به.

## مفهوم
وفر الأشكال التفاضلية نهجًا لحساب التفاضل والتكامل متعدد المتغيرات مستقل عن الإحداثيات

## دمج
يمكن دمج نموذج k التفاضلي على شكل متعدد الأبعاد k. يمكن التفكير في شكل واحد تفاضلي كقياس طول متناهي الصغر (موجه) ، أو كثافة أحادية البعد. يمكن التفكير في شكل ثنائي الشكل كقياس منطقة متناهية الصغر (موجهة) ، أو كثافة ثنائية الأبعاد. وما إلى ذلك وهلم جرا.
يتم تعريف التكامل من الأشكال التفاضلية بشكل جيد فقط على المشعبات الموجهة. مثال لمجموع ذي بُعد واحد هو الفاصل الزمني [a، b] ، ويمكن إعطاء الفواصل الزمنية اتجاهًا: فهي موجّهة بشكل إيجابي إذا كانت <b ، موجّهة سلبًا بخلاف ذلك. إذا كانت a <b ، فإن التكامل التفاضلي للنمط f (x) dx المفرط خلال الفاصل الزمني [a ، b] (مع اتجاهه الموجب الطبيعي) هو
هذا يعطي سياقًا هندسيًا لاتفاقيات التكاملات أحادية البعد ، التي تتغير بها الإشارة عندما يتم عكس اتجاه الفاصل الزمني. والتفسير المعياري لهذا في نظرية التكامل الواحد المتغير هو أنه عندما تكون حدود التكامل في الترتيب المعاكس (b <a) ، تكون dx الزيادة سالبة. التكاملات هي سلبيات لبعضها البعض لأن الأطوال "dx" الموجهة لها اتجاهات معاكسة.
بشكل أكثر عمومية ، شكل m عبارة عن كثافة موجهة يمكن دمجها عبر مشعب ذو أبعاد m- الأبعاد. (على سبيل المثال ، يمكن دمج نموذج 1 على منحنى موجه ، يمكن دمج نموذج 2 على سطح مرسوم ، إلخ). إذا كانت M عبارة عن مشعب ذو أبعاد m ، ويكون M ′ هو نفس المشعب مع الاتجاه و ω هو شكل m ، ثم واحد لديه:
{\ displaystyle \ int _ {M} \ omega = - \ int _ {M '} \ omega \ ،.} \ int _ {M} \ omega = - \ int _ {M'} \ omeg
هذه الاتفاقيات تتوافق مع تفسير integrand كشكل تفاضلي ، متكاملة عبر سلسلة. في نظرية المقياس ، على النقيض من ذلك ، يفسر واحد integrand كوظيفة f فيما يتعلق مقياس μ ويتكامل على مجموعة فرعية A ، دون أي فكرة عن التوجه ؛ واحد يكتب {\ displaystyle \ textstyle {\ int _ {A} f \، d \ mu = \ int _ {[a، b]} f \، d \ mu}} \ textstyle {\ int _ {A} f \ ، d \ mu = \ int _ {[a، b]} f \، d \ mu} للإشارة إلى التكامل عبر مجموعة فرعية A. وهذا تمييز ثانوي في بُعد واحد ، ولكنه يصبح أقل دقة في عمليات التجميع ذات الأبعاد الأعلى ؛ انظر أدناه للحصول على التفاصيل. جعل مفهوم كثافة موجهة موجهة بدقة ، وبالتالي من شكل تفاضلي ، ينطوي على الجبر الخارجي. النماذج الأساسية 1 هي فروق الإحداثيات: dx1، ...، dxn. كل من هذه تمثل covector يقيس إزاحة صغيرة في اتجاه إحداثيات المقابلة. شكل 1 العام هو مزيج خطي من هذه التفاضلات {\ displaystyle f_ {1} dx ^ {1} + \ cdots + f_ {n} dx ^ {n}} f_ {1} dx ^ {1} + \ cdots + f_ {n} dx ^ {n} حيث {{displaystyle f_ {k}} f_ {k} هي وظائف للإحداثيات. تم دمج النموذج التفاضلي 1 على طول منحنى موجه كخط متكامل. النموذجين الأساسيين هما التعبيرات dxi ∧ dxj ، حيث i <j. يمثل ذلك مربعًا متوازيًا متناهي الصغر موازٍ لمستوى xi-xj-plane. النموذج العام الثاني هو مزيج خطي من هذه ، ويتم دمجه تمامًا مثل التكامل السطحي. العملية الأساسية المحددة في النماذج التفاضلية هي المنتج الخارجي (الرمز هو الإسفين ∧). يشبه هذا المنتج المتقاطع من حساب التفاضل والتكامل
لأن المربع الذي يكون جانبه الأول dx1 والجانب الثاني هو dx2 يعتبر أنه له اتجاه معاكس مثل المربع الذي يكون جانبه الأول dx2 ويكون وجهه الثاني dx1. يسمح المنتج الخارجي بتكوين أشكال تفاضلية ذات أبعاد أعلى من الأشكال ذات الأبعاد الضيقة ، بنفس الطريقة التي يسمح بها المنتج المتقاطع في حساب المتجهات بحساب متجه المنطقة من متوازي الأضلاع من المتجهات التي تشير إلى الجانبين.
بالإضافة إلى المنتج الخارجي ، هناك أيضًا مشغل مشتق خارجي d. مثل الاختلاف في الوظيفة ، يعطي المشتق الخارجي طريقة لتحديد حساسية النموذج التفاضلي للتغيير. في Rn ، إذا كانت ω = f dxa هي k-form ، فإن dω هو k + 1-form المحدد بواسطة
{\ displaystyle d \ omega = \ sum _ {i = 1} ^ {n} {\ frac {\ partial f} {\ partialmi x_ {i}}} \، dx ^ {i} \ wedge dx ^ {a} .} {\ displaystyle d \ omega = \ sum _ {i = 1} ^ {n} {\ frac {\ partial f} {\ partialmi x_ {i}}} \، dx ^ {i} \ wedge dx ^ { ا}.}
مع التمديد إلى نماذج k العامة التي تحدث خطيا.
ويسمح هذا النهج الأكثر عمومية بإتباع نهج أكثر انسجاما طبيعيا للتكامل في عمليات التجميع. كما يسمح بالتعميم الطبيعي للنظرية الأساسية للحساب التفاضلي (انظر § نظرية ستوكس).
حساب التفاضل
اسمحوا U يكون مجموعة مفتوحة في RN. يُعرَّف النموذج 0 التفاضلي ("شكل صفري") بأنه دالة سلسة f على U. إذا كانت v هي أي متجه في Rn ، عندئذ يكون لـ f مشتق اتجاهي ∂vf ، وهي دالة أخرى على U قيمتها في النقطة p ∈ U هي معدل التغيير (عند p) لـ f في الاتجاه v:
{\ displaystyle (\ جزئي _ {v} f) (p) = \ left. {\ frac {d} {dt}} f (p + tv) \ right | _ {t = 0}.} {\ displaystyle ( \ جزئي _ {v} f) (p) = \ left. {\ frac {d} {dt}} f (p + tv) \ right | _ {t = 0}.}

## عمليات
الإضافة إلى الإضافة والضرب بالعمليات العددية التي تنشأ من بنية مساحة المتجه ، هناك العديد من العمليات القياسية الأخرى المحددة في النماذج التفاضلية. أهم العمليات هي المنتج الخارجي لاثنين من الأشكال التفاضلية ، والمشتق الخارجي لنموذج تفاضلي واحد ، والمنتج الداخلي لشكل تفاضلي وحقل متجه ، مشتق الكذب لشكل تفاضلي فيما يتعلق بمجال المتجهات والمتغير مشتق من شكل تفاضلي فيما يتعلق بمجال متجه على مشعب مع اتصال محدد.

## المنتج الخارجي
لمنتج الخارجي لـ k-form α و l-form β هو (k + l) -form يشير إلى α ∧ β. في كل نقطة p من المشعب M ، تكون الأشكال α و β عناصر قوة خارجية للمساحة المماسية عند p. عندما يُنظر إلى الجبر الخارجي على أنه حاصل على جبر الموتر ، فإن المنتج الخارجي يتوافق مع المنتج الموتر (modulo علاقة تكافؤ).
ويعني عدم التماثل المتأصل في الجبر الخارجي أنه عندما يُنظر إلى α ∧ β على أنه وظيفي متعدد المسارات ، فإنه يتناوب. ومع ذلك ، عندما يُنظر إلى الجبر الخارجي على أنه فضاء جزئي للجبر الموتر ، فإن منتج الموتر α ⊗ β لا يتناوب. هناك صيغة واضحة تصف المنتج الخارجي في هذه الحالة. المنتج الخارجي هو
```
المراجع
```

قدم مناقشة موجزة عن التكامل في المشعبات من وجهة نظر نظرية القياس في القسم الأخير.
فلاندرز ، هارلي (1989) ، الأشكال التفاضلية مع التطبيقات إلى العلوم الفيزيائية ، مينيولا ، نيويورك: منشورات دوفر ، ردمك 0-486-66169-5
238. يقدم هذا الكتاب المدرسي في حساب التفاضل والتكامل متعدد المتغيرات الجبر الخارجي للأشكال التفاضلية على مستوى حساب الكليات